# ФК Арис (Солун)
ФК „Арис“ в Солун е сред най-големите гръцки футболни отбори. Основан е на 25 март 1914 г. Цветовете му жълто и черно, представляват цветовете на Византия. Тимът е ставал 3 пъти шампион и 1 път е печелил Купата на Гърция. Отборът е наречен на Арес – гръцкия бог на войната. „Арис“ е сред 5-те най-подкрепяни клуба в Гърция.

## История
Създаден е през 1914 г. Цветовете на отбора са жълто и черно, напомнящи на Византия, а клубът е кръстен на Арес – богът на войната, чийто образ е представен в емблемата.
Арис е създаден от група от 22 млади приятели в кафене в района на Вотси на 25 март 1914 г. Това е било вдъхновено от двете Балкански войни от 1912 – 1913 г., когато Гърция воюва срещу Османската империя преди да се влезе във война с България.
В гръцката митология Арис е божество, което е в противоречие с Херкулес. В началото клубът се намира на територия в близост до Арката и гробницата на Галерий, но след присъединяването на два малки футболни клуба през 1919 и 1921 г., той е преместен в близост до ул. "Флеминг”.
Първият официален мач на тима е през 1923 г. срещу друг солунски клуб Мегас Александрос. Тази година отбелязва и първата си титла, след като Арис е обявен за регионален шампион на Македония, нещо, което се повтаря през следващата година. Неговата първа национална титла е през 1928 г.
В ранния период на гръцкия футбол, поради липсата на професионална лига имало три малки лиги в Атина, Гръцка Македония и Пирея. Победителите в трите турнира играят помежду си за да определят шампионът на страната. Арис завършва 14 пъти първи в Солун и успява да спечели първата си титла през 1928, когато побеждава атинския първенец Атромитос два пъти, както и един път пирейския Етникос.
През тази година дебют прави и най-важният играч на отбора Клеантис Викелидис. Втората титла печели през 1932, надигравайки Олимпиакос и Панатинайкос.
Последната титла е през 1946 г., единственото първенство по време на гръцката цивилна война, надигравайки Олимпиакос и АЕК Атина. От основаването на Алфа Етники, отборът не е печелил титла, въпреки че завършва с равни точки с Олимпиакос през 1980 г., но Арис губи решителната среща.
Арис успява да задържи позицията си на силен отбор, класирайки за европейските турнири. След 80-те години клубът регистрира спад, а финансови проблеми тогава водят до изпадането на отбора два пъти – през 1997 и 2005 г. Но след връщането си и двата пъти успява да се класира за Европа.
Играчи с най-много попадения (и мачове):
- Динос Куис – той е най-добрият играч в историята, носил фланелката на Полузащитник, играе за жълто-черните между 1975 и 1991 година. Вкарал е 141 гола в 473 мача за тима. Той е и рекордьор по изиграни срещи за Арис.
- Александрос Алексиадис – е друга звезда на Арис през периода 1963 – 1975. Той е на второ място в голмайстори списък на Арис, след като вкарва 127 гола в 301 мача за клуба.

## Фенове
Клубът е 5-ият най-подкрепян в страната, има много фенове, най-вече в Беломорска Тракия и Македония.
Тяхното съперничество е с местните ПАОК и Ираклис, както и с атинските Олимпиакос, Панатинайкос и АЕК. Приятелски отношения се поддържат с привърженици на Борусия, Сент Етиен и Ботев Пловдив.
Най-голямата организация на привърженици на отбора се нарича SUPER 3, а другата голяма групировка е "Йеролохитес" и е с подчертано радикален политически уклон. Ултрасите на "Арис" са разположени на южната трибуна на клубния стадион "Клеантис Викелидис". Във финала за Националната купа на Гърция през 2010 година срещу "Панатинайкос" в Атина се изсипват 25 000 жълто-черни, което се счита от специалистите за най-голямата футболна миграция в Гърция.

## Успехи
Шампионат на Гърция:
- Шампион (3): 1928, 1932, 1946
- Вицешампион (1): 1980
- Бронзов медалист (9): 1938, 1949, 1953, 1969, 1974, 1979, 1981, 2021, 2022

Купа на Гърция
- Носител (1): 1970
- Финалист (7): 1932, 1933, 2003, 2005, 2006, 2010, 2023/24

## Известни футболисти
- Клеантис Викелидис
- Йордан Богданов
- Траянос Делас
- Динос Куис
- Авраам Пападопулос
- Рубен Паласуелос
- Тони Калво
- Себастиан Абреу
- Мончу

## Български футболисти
- Костас Исакидис: - 1975/78 - (58 мача - 7 гола)
- Павел Панов: - 1981/82 - (25 мача - 0 гола)
- Валентин Игнатов: - 1991/92 - (26 мача - 4 гола)
- Валери Вълков: - 1991/92 - (14 мача - 0 гола)
- Владко Шаламанов: - 1991/92 - (30 мача - 3 гола)

## Известни треньори
- Ектор Купер
- Иван Вуцов
- Добромир Жечев
- Апостол Чачевски
- Алън Пардю
- Кирил Симеонов
- Душан Баевич
- Яцек Гмох